# Olga Printzlau
Olga Printzlau (Filadelfia, 1891 – Hollywood, 1962) è stata una sceneggiatrice e commediografa statunitense.

## Biografia
Nata a Filadelfia, in Pennsylvania, Olga Printzlau fu una nota sceneggiatrice per il cinema. Scrisse anche per il teatro e alcune sue commedie - come Window Panes, che debuttò al Mansfield Theatre il 21 febbraio 1927 - andarono in scena a Broadway.
Nei primi anni venti, fu una delle collaboratrici dei fratelli William e Cecil B. DeMille e, nel 1922, firmò la sceneggiatura di The Beautiful and Damned, il film di William A. Seiter che portava sullo schermo Belli e dannati, il romanzo di Francis Scott Fitzgerald.

## Filmografia
La filmografia - basata su IMDb - è completa. Quando manca il nome del regista, questo non viene riportato nei titoli
- Motherhood, regia di Harry A. Pollard - cortometraggio (1914)
- For His Brother's Crime, regia di Hal Clements (1914)
- As a Man Chooses, regia di Hal Clements (1914)
- The Gypsy's Warning, regia di Hal Clements (1914)
- The Bandit of Devil's Gap, regia di Hal Clements (1914)
- The Hello Girl of Angel Camp, regia di Hal Clements (1914)
- Stung by the Bee, regia di Hal Clements (1914)
- O'Brien Finds a Way, regia di Hal Clements (1914)
- Joe's Retribution, regia di Hal Clements (1914)
- Her Birthday Present, regia di Hal Clements (1914)
- Father: A Member of the Purity League, regia di Hal Clements (1914)
- Dr. Killem's Dope, regia di Hal Clements (1914)
- A Mender of Ways, regia di Hal Clements (1914)
- Restitution, regia di Henry Otto - cortometraggio (1915)
- When Shadows Fall, regia di Hal Clements (1915)
- Imitations, regia di Henry Otto - cortometraggio (1915)
- Where the Forest Ends, regia di Joseph De Grasse (1915)
- Strength of the Weak, regia di Hal Clements (1915)
- With a Girl at Stake, regia di Hal Clements (1915)
- The Deputy's Reward, regia di Hal Clements (1915)
- The Girl and the Butterfly, regia di Hal Clements (1915)
- Man of the Hills, regia di Hal Clements (1915)
- The Haunting Eye, regia di Hal Clements (1915)
- The Broken Toy, regia di Lucius Henderson (1915)

- Blazing the Trail, regia di Hal Clements (1915)
- The Come Back, regia di Hal Clements (1915)
- The Girl with the Camera, regia di Hal Clements (1915)
- Brothers, regia di Hal Clements (1915)
- The Other Girl, regia di Hal Clements (1915)
- The Curse, regia di Hal Clements (1915)
- The Smuggler's Daughter', regia di Hal Clements (1915)
- The Picture on the Wall, regia di Hal Clements (1915)
- At Twelve O'Clock, regia di Hal Clements (1915)
- Lily of the Valley, regia di Hal Clements (1915)
- When the Tide Turned, regia di Hal Clements (1915)
- The Gambler's Daughter, regia di Hal Clements (1915)
- The Little White Violet, regia di Lucius Henderson (1915)
- The Scarlet Sin, regia di Otis Turner (1915)
- Coral, regia di Henry McRae e Normand McDonald (1915)
- The Cry of the First Born, regia di Norman MacDonald (1915)
- The Woman Who Lied, regia di Lucius Henderson - cortometraggio (1915)
- The Kiss of Dishonor, regia di Norval MacGregor (1915)
- The Miracle of Life, regia di Harry A. Pollard (1915)
- The Flag of Fortune, regia di Murdock MacQuarrie (1915)
- Liquid Dynamite, regia di Cleo Madison - cortometraggio (1915)
- Manna, regia di Henry Otto (1915)
- The Ring of Destiny, regia di Cleo Madison - cortometraggio (1915)
- On the Trail of the Tigress, regia di Paul Sablon (come Paul Bourgeois) (1916)
- A Soul Enslaved, regia di Cleo Madison (1916)
- A Daughter of Penance, regia di Henry Otto (1916)
- The Wrong Door, regia di Carter DeHaven (1916)
- Two Men of Sandy Bar, regia di Lloyd B. Carleton (come L.B. Carleton) (1916)
- John Needham's Double, regia di Phillips Smalley e Lois Weber (1916)
- The Voice of the Tempter, regia di Edward J. Le Saint (1916)
- The Purple Maze, regia di Edward J. Le Saint (1916)
- Naked Hearts, regia di Rupert Julian (1916)
- A Gentle Volunteer, regia di Ben F. Wilson - cortometraggio (1916)
- The Golden Boots, regia di William Bowman - cortometraggio (1916)
- The Seekers, regia di Otis Turner (1916)
- The Garden of Shadows, regia di Lucius Henderson - cortometraggio (1916)
- A Great Love, regia di Clifford S. Elfelt - cortometraggio (1916)
- Ben, the Sailor - cortometraggio (1916)
- Weapons of Love, regia di Clifford S. Elfelt - cortometraggio (1916)
- The Song of the Woods, regia di Clifford S. Elfelt - cortometraggio (1916)
- When Little Lindy Sang, regia di Lule Warrenton (1916)
- The Cry of Conscience, regia di Clifford S. Elfelt - cortometraggio (1916)
- To Honor and Obey, regia di Otis Turner (1917)
- One More American, regia di William C. de Mille (1918)
- Believe Me, Xantippe, regia di Donald Crisp (1918)
- The City of Tears, regia di Elsie Jane Wilson (1918)
- Lawless Love, regia di Robert Thornby (1918)
- Perché cambiate moglie? (Why Change Your Wife?), regia di Cecil B. DeMille (1920)
- Jack Straw, regia di William C. de Mille (1920)
- The Prince Chap, regia di William C. de Mille (1920)
- Conrad in Quest of His Youth, regia di William C. de Mille (1920)
- Midsummer Madness, regia di William C. de Mille (1920)
- What Every Woman Knows, regia di William C. de Mille (1921)
- The Lost Romance, regia di William C. de Mille (1921)
- The Cradle, regia di Paul Powell (1922)
- Through a Glass Window, regia di Maurice Campbell (1922)
- The Bachelor Daddy, regia di Alfred E. Green (1922)
- Burning Sands, regia di George Melford (1922)
- The Beautiful and Damned, regia di William A. Seiter o Sidney Franklin (1922)
- Little Church Around the Corner, regia di William A. Seiter (1923)
- Daughters of the Rich, regia di Louis J. Gasnier (1923)
- Mothers-in-Law, regia di Louis J. Gasnier (1923)
- Maytime, regia di Louis J. Gasnier (1923)
- Butterfly, regia di Clarence Brown (1924)
- White Man, regia di Louis J. Gasnier (1924)
- The Age of Innocence, regia di Wesley Ruggles (1924)
- Her Market Value, regia di Paul Powell (1925)
- Fifth Avenue Models, regia di Svend Gade (1925)
- Headlines, regia di Edward H. Griffith (1925)
- The Beautiful Cheat, regia di Edward Sloman (1926)
- The Miracle of Life, regia di S.E.V. Taylor (1926)
- Pals First, regia di Edwin Carewe (1926)
- La signora dalle camelie (Camille), regia di Fred Niblo (1926)
- His Dog, regia di Karl Brown (1927)
- The Tragedy of Youth, regia di George Archainbaud (1928)
- Fashion Madness, regia di Louis J. Gasnier (1928)
- Umanità (Hearts of Humanity), regia di Christy Cabanne (1932)
- Sogni infranti (Broken Dreams), regia di Robert Vignola (Robert G. Vignola) (1933)
- Marriage on Approval, regia di Howard Higgin (1933)